# AZS Politechnika Rzeszowska
Klub Uczelniany Akademickiego Związku Sportowego Politechniki Rzeszowskiej – wielosekcyjny uczelniany klub sportowy działający przy Politechnice Rzeszowskiej im. Ignacego Łukasiewicza. Został założony 14 maja 1963 roku. 

## Wyniki

### MPSZw i AMP
Klub Uczelniany AZS PRz, podobnie jak zdecydowana większość jednostek szczebla uczelnianego uczestniczy w międzyuczelnianych i ogólnopolskich mistrzostwach. W klasyfikacjach generalnych zajmuje lokaty w środku stawki startujących drużyn, jednak sportowcy klubu stają na podium w rozgrywkach poszczególnych dyscyplin.
|                       | klasyfikacja ogólna | klasyfikacja politechnik / uczelni technicznych |
| --------------------- | ------------------- | ----------------------------------------------- |
| XXI MPSzW 2000/2002   | 67                  | 12                                              |
| XXII MPSzW 2002/2004  | 70                  | 13                                              |
| XXIII MPSzW 2004/2006 | 53                  | 15                                              |
| XXIV MPSzW 2006/2007  | 42                  | 11                                              |
| XXV MPSzW 2007/2008   | 47                  | 11                                              |
| XXVI AMP 2008/2009    | 51                  | 13                                              |
| XXVII AMP 2009/2010   | 50                  | 14                                              |
| XXVIII AMP 2010/2011  | 51                  | 13                                              |
| XXIX AMP 2011/2012    | 44                  |                                                 |

### Akademickie Mistrzostwa Województwa Podkarpackiego
| edycja i rok        | klasyfikacja ogólna |
| ------------------- | ------------------- |
| XII AMWP 2010/2011  | 2                   |
| XIII AMWP 2011/2012 | 1                   |

## Zespoły ligowe
PGE Fibrain AZS Politechnika Rzeszów – męska drużyna tenisa stołowego uczestnicząca w rozgrywkach I ligi (grupa południowa).

PGE Fibrain AZS Politechnika Rzeszów – żeńska drużyna tenisa stołowego uczestnicząca w rozgrywkach ekstraklasy.